# Baron cygański
Baron cygański (niem.: Der Zigeunerbaron) – operetka Johanna Straussa (syna) w trzech aktach. Premiera miała miejsce 24 października 1885 roku w Wiedniu. Libretto zostało napisane przez Ignatza Schnitzera na podstawie noweli Móra Jókaia.

## Libretto
Sandor Barinkay w towarzystwie rządowego komisarza Carnera przybywa na Węgry odzyskać rodowe posiadłości. Kalman Żupan, hodowca świń, korzystający z majątku Sandora nie chce pogodzić się z przekazaniem majątku prawemu właścicielowi. Sandor zakochuje się w córce Żupana, Arsenie, co chce wykorzystać ojciec, ale Arsena kocha Ottokara, syna Mirabelli, która jest boną u Zupana. Komisarz Carnero, pomimo urzędowych wskazań co do majątku Sandora, jest zdezorientowany bowiem spotyka po latach swoją żonę, którą jest Mirabella. Nagle pojawia się Saffi, Cyganka w której zakochuje się Sandor i pod wpływem zauroczenia zgadza się zostać wodzem, cygańskim baronem.
Sandor poślubia potajemnie Saffi, a stara Cyganka Czipra ma sen związany z zakopanym skarbem ojca Sandora. Sandor odnajduje skarb. Zatarg Żupana z Cyganami oraz spór o ważność ślubu Sandora z Saffi znajduje rozwiązanie w przybyciu księcia Homonaya werbującego do wojska. Ponieważ kraj jest w zagrożeniu Sandor, Ottokar i Żupan wyruszają na wojnę. Okazuje się również, że Saffi nie jest córką starej Cyganki, lecz książęcą córką. Do Wiednia powracają z wojny m.in. utytułowani Ottokar i Sandor Barinkay – każdy do swojej ukochanej, co wieńczy finał.